# Pi2 Columbae
Título a ser usado para criar uma ligação interna é Pi2 Columbae.
Pi2 Columbae (80 Columbae) é uma estrela na direção da constelação de Columba. Possui uma ascensão reta de 06h 07m 52.87s e uma declinação de −42° 09′ 14.4″. Sua magnitude aparente é igual a 5.50. Considerando sua distância de 261 anos-luz em relação à Terra, sua magnitude absoluta é igual a 0.98. Pertence à classe espectral A0V.